# جریه سیدمحمد
جریه سیدمحمد، روستایی از توابع بخش مرکزی شهرستان شوش در استان خوزستان ایران است.
این روستا در ۱۵ کیلومتری شهرستان شوش قرار دارد و شغل بیشتر مردم این منطقه دامداری و کشاورزی می‌باشد.زبان محلی این روستا "عربی" می‌باشد.

## جمعیت
این روستا در دهستان حسین‌آباد (شوش) قرار دارد و براساس سرشماری مرکز آمار ایران در سال ۱۳۸۵، جمعیت آن ۷۶۳ نفر (۱۱۸خانوار) بوده‌است.